# Rachid Raha
Rachid Raha Ahmed (Nador, 12 de febrer de 1964) és un periodista i antropòleg marroquí nacionalitzat espanyol. Ha estat cofundador del Congrés Mundial Amazic i posteriorment de la Assemblea Mundial Amaziga, organitzacions que també ha presidit. És autor de nombrosos articles de premsa i de recerca sobre la cultura, la identitat i la societat amaziga. En l'actualitat és editor del periòdic Le Monde Amazigh, que es publica a Rabat, president de la Fundació Montgomery Hart d'Estudis Amazics i vicepresident per a Europa del Congrés Mundial Amazic.

## Inicis
Va realitzar els seus primers estudis a Nador i va cursar estudis universitaris el 1986 de medicina (2n any) a la Universitat de Bordeus II de França i de biologia (3r any) a la Universitat de Granada a Espanya.
De 1993 a 1999 va realitzar un curs de formació en antropologia social al Centre de Recerques Etnològiques "Ángel Ganivet" a Granada. En 2001 va ser investigador associat al centre. En 2001 va iniciar la seva relació amb la comunicació, primer com co-gerent de la societat d'edició i producció audiovisual "Editions Amazigh" i des de 2003 com a periodista professional a El Mundo Amazigh/Amadal Amazigh.

## Activista en el moviment amazic
Al cinquè congrés celebrat a Tizi Ouzou (Algèria), Rachid Raha va crear una organització dissident que va assumir el mateix nom fins al sisè congrés celebrat a Brussel·les el 9-11 de desembre de 2011 a Brussel·les en el qual el Congrés Mundial Amazic (AMC "Raha") va decidir el canvi de nom, la redacció d'uns nous estatuts i la creació d'una nova institució amb noves estructures convertint-se en l'Assemblea Mundial Amazic (AMA).
Fundador del Col·lectiu de Documentació i Estudis Amazics de la Universitat de Granada a l'octubre de 1992 i President de l'associació de 1992 a 1995. El 1995 va fundar l'Associació de Cultura Tamazight a Granada, va presidir-la de 1995 a 2002 i va ser membre fundador del Congrés Mundial Amazic creat a Sent Roma de Dolanh al setembre de 1995. Va presidir l'organització de 1999 a 2002 y de 2008 a 2009 i en fou vicepresident de 2002 a 2008.
En març de 1997 va fundar a Granada la Fundación Mediterránea Montgomery Hart de Estudios Amazighs y Magrebíes. En 2011 cofundà l'Assemblea Mundial Amazic de la qual fou president delegat per a assumptes internacionals de 2011 a 2013 i President i encarregat d'assumptes internacionals de 2013 a 2015.

## Publicacions
- "Marginación y educación: La minoría bereber en Melilla", Cuadernos de Pedagogía, 0210-0630, Nº 277, 1999, pàgs. 88-89
- ¿Por qué enseñar el tamazight en España? Arxivat 2017-01-16 a Wayback Machine. Aldaba: revista del Centro Asociado a la UNED de Melilla, 0213-7925, Nº. 27, 1996 pàgs. 115-120
- El "Dahir bereber" contra los bereberes Arxivat 2017-01-16 a Wayback Machine.. Aldaba: revista del Centro Asociado a la UNED de Melilla, 0213-7925, Nº. 21, 1993, pàgs. 161-166
- En coordinació amb Vicente Moga Romero: Amazigh-Tamazight: debate abierto, Número monográfico de Aldaba,nº19, UNED, Melilla, 1993
- Imazighen del Magreb entre Occidente y Oriente, Granada 1994
- Coordinador de Fundamentos de Antropología nº4, Número monográfico sobre Abdelkrim Al Jatabi y el protectorado hispano-francés en Marruecos, en El Centro de Investigaciones Etnológicas Ángel Ganivet, Granada, 1996.
- En coedició amb David Montgomery Hart: La Sociedad bereber del Rif marroquí: sobre de la teoría de segmentariedad en el Magreb; Ed. C.I.E. Ángel Ganivet y Universidad de Granada, Granada 1999.
- Coordinador de la part monogràfica Vicente Moga Romero de: La mujer tamazight, de la revista “El Vigía de la Tierra”, nº 2 y 3, Ciudad Autónoma de Melilla, Melilla, 1997.
- La mujer tamazight y las fronteras culturales, Coedición con Vicente Moga Romero, Consejería de Cultura, Melilla, 1998.
- Iles inu, llibre de contes en amazic (tarifit), copublicat amb Máximo Santos Tirado i Yahya E-rramadani, Tilburg, 1998. Tilburg University Press (Holanda).
- Estudios amazighes: substratos y sinergias culturales, Co-édition avec Vicente Moga Romero, Consejeria de Cultura, Melilla 2000.
- Iles inu II, llibre d'ensenyament en amazic (tarifit), copublicat amb Yahya E-rramadani, Tilburg, 2000. Tilburg University Press (Holanda).
- Marroquies en la Guerra Civil, coordinació amb J.A. Gonzalez Alcantud y Mustafa Akalay. Edicion Anthropos, Barcelona 2003.
- La guerre chimique contre le Rif, coordinació amb Mimoun Charqi i Ahmed El Hamdaoui, Editions Amazigh, Rabat 2005.[5]